# Ałowo (Mordowia)
Ałowo (ros. Алово) – wieś (sieło) w Rosji, w Mordowii, w rejonie atiaszewskim. W 2010 liczyła 1169 mieszkańców.